# Talent Team Papendal Arnhem 2018-2019 (maschile)
Questa voce raccoglie le informazioni riguardanti il Talent Team Papendal Arnhem nelle competizioni ufficiali della stagione 2018-2019.

## Organigramma societario
Area direttiva
- Presidente: ?

area organizzativa
- Team manager: Sanne van der Linden

Area tecnica
- Allenatore: Claudio Gewehr
- Assistente allenatore: Arnold van Ree
- Scoutman: Arne Hendriks

Area sanitaria
- Fisioterapista: Jan Brandsma

## Rosa
| N° | Nome               | Ruolo | Data di nascita  | Nazionalità sportiva |
| -- | ------------------ | ----- | ---------------- | -------------------- |
| 1  | Daan Nijeboer      | L     | 7 marzo 2000     | Paesi Bassi          |
| 2  | Nimo Benne         | S     | 2000             | Paesi Bassi          |
| 3  | Markus Held        | P     | 19 agosto 2000   | Paesi Bassi          |
| 4  | Nick Martherus     | L     | 27 maggio 2001   | Paesi Bassi          |
| 5  | Noah van Dam       | P     | 9 giugno 1999    | Paesi Bassi          |
| 6  | Luuk Hofhuis       | C     | 2001             | Paesi Bassi          |
| 7  | Martijn Brilhuis   | S     | 2001             | Paesi Bassi          |
| 9  | Leon Luini         | S     | 2001             | Paesi Bassi          |
| 10 | Jesper van Muijden | C     | 13 febbraio 2001 | Paesi Bassi          |
| 11 | Daan Streutker     | O     | 1999             | Paesi Bassi          |
| 12 | Sjors Tijhuis      | C     | 31 dicembre 2000 | Paesi Bassi          |